# Табагреби
Табагреби (груз. თაბაგრები) — село в Грузии, на территории Чиатурского муниципалитета края (мхаре) Имеретия.

## География
Село находится на западе центральной части Грузии, к северу от реки Квирилы, на расстоянии 10 километров к северу от города Чиатура, административного центра муниципалитета. Абсолютная высота — 666 метров над уровнем моря.

## Население
По результатам официальной переписи населения 2014 года, в Табагреби проживало 586 человек (292 мужчины и 294 женщины). В национальной структуре населения грузины составляли 99,5 %, русские — 0,3 %, украинцы — 0,2 %.
| Год  | Население, человек |
| ---- | ------------------ |
| 2002 | 921                |
| 2014 | ↘ 586              |